# 웅치초등학교
웅치초등학교(熊峙初等學校)는 대한민국 전라남도 보성군 웅치면 중산리에 있었던 공립 초등학교이다.

## 학교 연혁
- 1929년 10월 1일 웅치공립보통학교(4년제) 개교
- 1938년 4월 1일 웅치공립심상소학교로 개칭
- 1941년 4월 1일 웅치공립국민학교(6년제)로 개칭
- 1950년 4월 1일 웅치국민학교로 개명
- 1981년 3월 16일 병설유치원 개원
- 1991년 3월 1일 삼수분교장 병합
- 1996년 3월 1일 웅치초등학교로 개칭
- 2017년 2월 28일 폐교[1]

## 참고 자료
- 웅치초등학교 - 한국교육학술정보원 학교알리미